# Міякуши
Міякуши (рос. Миякуши) — присілок в Росії у складі Ардатовського району Нижньогородської області. Входить до складу Саконської сільської ради.

## Населення
| 2002 | 2010 |
| ---- | ---- |
| 2    | ↘0   |